# Europaparlamentsvalet i Tyskland 1999
Europaparlamentsvalet i Tyskland 1999 ägde rum söndagen den 13 juni 1999. Drygt 60 miljoner personer var röstberättigade i valet om de 99 mandat som Tyskland hade tilldelats innan valet. I valet tillämpade landet ett valsystem med partilistor, Hare-Niemeyers metod och en spärr på 5 procent för småpartier. Tyskland var inte uppdelat i några valkretsar, utan fungerade som en enda valkrets i valet. Däremot var det möjligt för politiska partier att endast ställa upp i en eller några av delstaterna. Till exempel ställde CSU endast upp i delstaten Bayern, där systerpartiet CDU samtidigt avstod från att ställa upp.
Valets främsta vinnare var CDU, som ökade med över sju procentenheter och erhöll nästan 40 procent av rösterna och 43 mandat, fyra fler än i valet 1994. Även CSU ökade med flera procentenheter och två mandat. Valets förlorare var Socialdemokraterna som backade med sju mandat och Allians 90/De gröna som tappade fem av sina tretton mandat. För första gången blev vänsterpartiet Partei des Demokratischen Sozialismus invalt i Europaparlamentet med sina dryga fem procent av rösterna. Det gav partiet sju mandat. Liberala FDP misslyckades för andra valet i rad med att bli invalt i Europaparlamentet. Partiet erhöll runt tre procent av rösterna, vilket var långt under femprocentsspärren.
Valdeltagandet rasade från över 60 procent i valet 1994 till drygt 45 procent i valet 1999. Endast 45,19 procent av de röstberättigade valde att delta i valet. Det var därmed det lägsta valdeltagandet dittills i ett tyskt Europaparlamentsval och under genomsnittet för hela unionen i valet 1999.

## Valresultat
|                                                                                                   |          |  |            |        |
|                                                                                                   | Andel    |  | Antal      | Mandat |
| CDU                                                                                               | 39,28 %  |  | 10 628 224 | 43     |
| CDU                                                                                               | +7,24 %  |  | –717 849   | +4     |
| Socialdemokraterna                                                                                | 30,70 %  |  | 8 307 085  | 33     |
| Socialdemokraterna                                                                                | –1,46 %  |  | –3 082 612 | –7     |
| CSU                                                                                               | 9,39 %   |  | 2 540 007  | 10     |
| CSU                                                                                               | +2,63 %  |  | +146 633   | +2     |
| Allians 90/De gröna                                                                               | 6,44 %   |  | 1 741 494  | 7      |
| Allians 90/De gröna                                                                               | –3,62 %  |  | –1 821 774 | –5     |
| Partei des Demokratischen Sozialismus                                                             | 5,79 %   |  | 1 567 745  | 6      |
| Partei des Demokratischen Sozialismus                                                             | +1,07 %  |  | –102 571   | +6     |
| Övriga partier och kandidater                                                                     | 8,41 %   |  | 2 274 718  | 0      |
| Övriga partier och kandidater                                                                     | –5,85 %  |  | –2 773 968 | ±0     |
| Ogiltiga och blanka röster                                                                        | 1,49 %   |  | 409 659    | 0      |
| Ogiltiga och blanka röster                                                                        | –0,95 %  |  | –474 456   | ±0     |
| Valdeltagande                                                                                     | 45,19 %  |  | 27 468 932 | 99     |
| Valdeltagande                                                                                     | –14,83 % |  | –8 826 597 | ±0     |
| Antal röstberättigade 60 786 904 53 EPP-ED 33 PES 00 ELDR 07 G/EFA 06 GUE/NGL 00 UEN 00 EDD 00 NI |          |  |            |        |